# Сан Гауденцио (Павија)
Сан Гауденцио је насеље у Италији у округу Павија, региону Ломбардија.
Према процени из 2011. у насељу је живело 61 становника. Насеље се налази на надморској висини од 74 м.